# Inmigración checa en Paraguay
La llegada de inmigrante checos al Paraguay ocurrió a finales de la segunda década del siglo XX, cuando miles de familias eslavas se fueron a buscar en la época de entreguerras una vida mejor a ese país.
Checoslovaquia fue uno de los estados creados después de la Primera Guerra Mundial como uno de los sucesores del Imperio Austro-Húngaro en 1918. En 1993 se escindió de común acuerdo en dos estados: la República Checa y la República Eslovaca.
El departamento Itapúa acogió a muchas familias checas, polacas, eslovacas, ucranianas y bielorrusas. La colectividad checa se estableció originalmente en Carmen del Paraná y Fram. Hoy tiene su centro en Coronel Bogado.

## Historia

### Antecendes
La inmigración checa se puede dividir según sus causas dominantes en tres grupos: la inmigración por razones religiosas, por razones sociales y por razones políticas.
Debido al sistema de servidumbre, la inmigración en masa casi no fue posible sino hasta el siglo XVIII. Luego de la abolición de este sistema, comenzó la inmigración por razones sociales, que obtuvo una dimensión más importante en los finales de aquel siglo y principios del siglo XIX; con el motivo de poblar las zonas fronterizas de la monarquía austríaca en los Balcanes.
Posteriormente, la inmigración checa hacia los Estados Unidos fue numerosa (hasta el año 1938 partieron para ese país más de 400 mil inmigrantes de origen checoslovaco). Hacia el año 1867, hubo una importante inmigración hacia Rusia y Ucrania.
Después de haberse cerrado los Estados Unidos a los inmigrantes (1921–1924) empieza la inmigración más fuerte de checoslovacos hacia América Latina (Argentina, Brasil, etc.) y Europa Occidental (Francia).

### El Decreto 12277/39
El Paraguay también buscó fomentar la llegada de inmigrantes de origen checo, por lo que el 6 de marzo de 1939 se promulgó el Decreto 12277/39 firmado por el presidente Félix Paiva, el cual se otorgaban franquicias especiales para los que decidieran afincarse en el país.
Dichas franquicias consistían en:
- Visación consular gratuita, por los cónsules paraguayos, de los pasaportes y documentos personales de los agricultores profesionales, exigidos por las disposiciones legales que tienen o tengan relación con la inmigración.

- Libre desembarco de los colonos y de sus equipajes, herramientas y maquinarias por cuenta del Estado Paraguayo.

- Introducir libre de derechos aduaneros y de tasas portuarias, por una sola vez, de todas las prendas de uso personal, muebles, enseres domésticos, semillas, maquinarias industriales, implementos agrícolas, herramientas del arte u oficio que ejerzan, un arma de caza por cada familia o varón adulto que no forman familia y cualquier otro objeto que fuere destinado a la instalación o desenvolvimiento del inmigrante.

- Alojamiento y manutención a expensas del Estado Paraguayo hasta los ocho días siguientes al desembarco.

- Transporte, por una sola vez, de todos los colonos y sus equipajes por cuenta del Estado Paraguayo, desde el punto de desembarco en territorio paraguayo, hasta el lugar de radicación del inmigrante.

El Estado garantizaba además a los colonos checos la ayuda de los agrónomos oficiales y de las instituciones financieras y económicas de carácter público, de todas las ventajas y privilegios de que gozan los colonos paraguayos. Los lotes agrícolas adquiridos por los colonos estarían exentos del pago del impuesto inmobiliario durante los cinco primeros años a contar desde la fecha de la transferencia definitiva del dominio de la propiedad.

### Pioneros en Itapúa

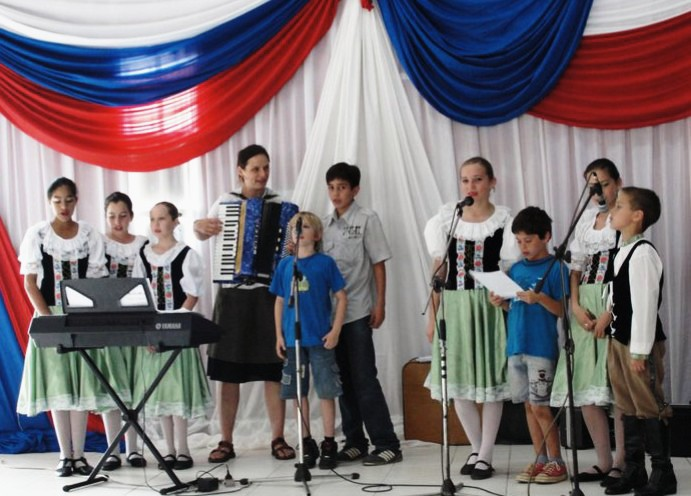
Niños y niñas de un coro folclórico en Carmen del Paraná, Itapúa.

Los primeros checos llegaron mucho antes de la promulgación del decreto de Paiva, dado que las familias pioneras vinieron en 1928, pero eran familias de checos radicados en Rusia de la región de Volyn.
Apenas finalizada la Guerra del Chaco, en 1936 llegan otros numerosos inmigrantes checos que se instalaron en la zona de Carmen del Paraná y Coronel Bogado, ambas localidades en Itapúa, se han integrado a la cultura paraguaya y con su trabajo realizan un importantísimo aporte a la economía nacional.

### Colonia Sudetia
Unas 20 familias formaron el grupo de los primeros adelantados de alemanes-checos que llegaron a Paraguay en 1933 buscando donde vivir, pues la mayoría que llegaron después eran exiliados políticos como resultado de la expulsión de alemanes de Checoslovaquia tras el fin de la Alemania Nazi en 1945.
El grupo desembarcó en el puerto de Asunción, viajaron en tren hasta Villarrica y luego a Paso Yobái, en donde fundaron la colonia llamada Sudetia, en homenaje a la región Sudetes, colindante con Checoslovaquia.

## LosChecomacocos
Artículo principal: Alberto Vojtěch Frič

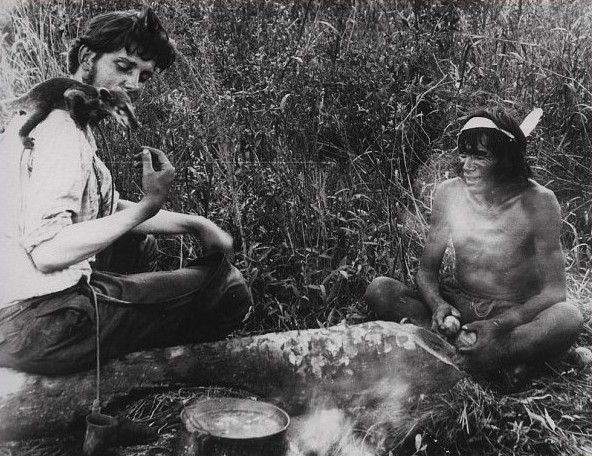
Frič en el Brasil.

Alberto Vojtěch Frič ( 8 de septiembre de 1882, Praga – 4 de diciembre de 1944, ibid.) fue un etnógrafo, explorador, botánico y escritor checoslovaco, que realizó un total de ocho expediciones a Sudamérica entre 1903 y 1929.
Durante su segundo periplo meridional (del 11. VIII. 1903 al 17. IX. 1905), Frič exploró, por cuenta del gobierno de Juan B. Gaona, el curso del río Pilcomayo (límite internacional con Argentina). Lo recorrió en su totalidad, algo considerado una hazaña, y descubriendo además, la tumba del explorador español Enrique de Ibarreta y Uhagon (1859-1898), al que asesinaron en un altercado provocado por él, en razón de su comportamiento irrespetuoso de las costumbres originarias.
Poco después, pasó tiempo con la nación Yshyr de Puerto Esperanza (Onhichta), a 30 kilómetros de Bahía Negray tomó por esposa a una mujer del grupo, Lora-y (Cane-Noire). De esa unión nació una niña, Hermina Fric Ferreira (septiembre de 1905 - 10 de marzo de 2009), a la cual el explorador no volvería a ver, pues partió para Europa poco tiempo después.
Sin embargo, la unión dio origen al grupo denominado “checomacocos”, que hasta la fecha viven en Puerto Esperanza. En el año 2000, uno de los descendientes, Rodolfo Ferreira Fric, invitó a sus parientes de la República Checa a visitar a la casi centenaria Herminia, quien tuvo siete hijos que hoy día constituyen numerosas familias. Se estima que esta etnia alcanzan los 300 miembros.

## Tradiciones
Hoy en día, la comunidad checo-paraguaya trata de mantener las costumbres y tradiciones inculcadas por sus antepasados. Gracias al gobierno checo, cuentan con un profesor de lengua checa, una escuela checa, un grupo de danzas típicas y un grupo de música checos. Aunque se desconoce el número exacto de hablantes del idioma checo, serían unos 500, principalmente en Itapúa.

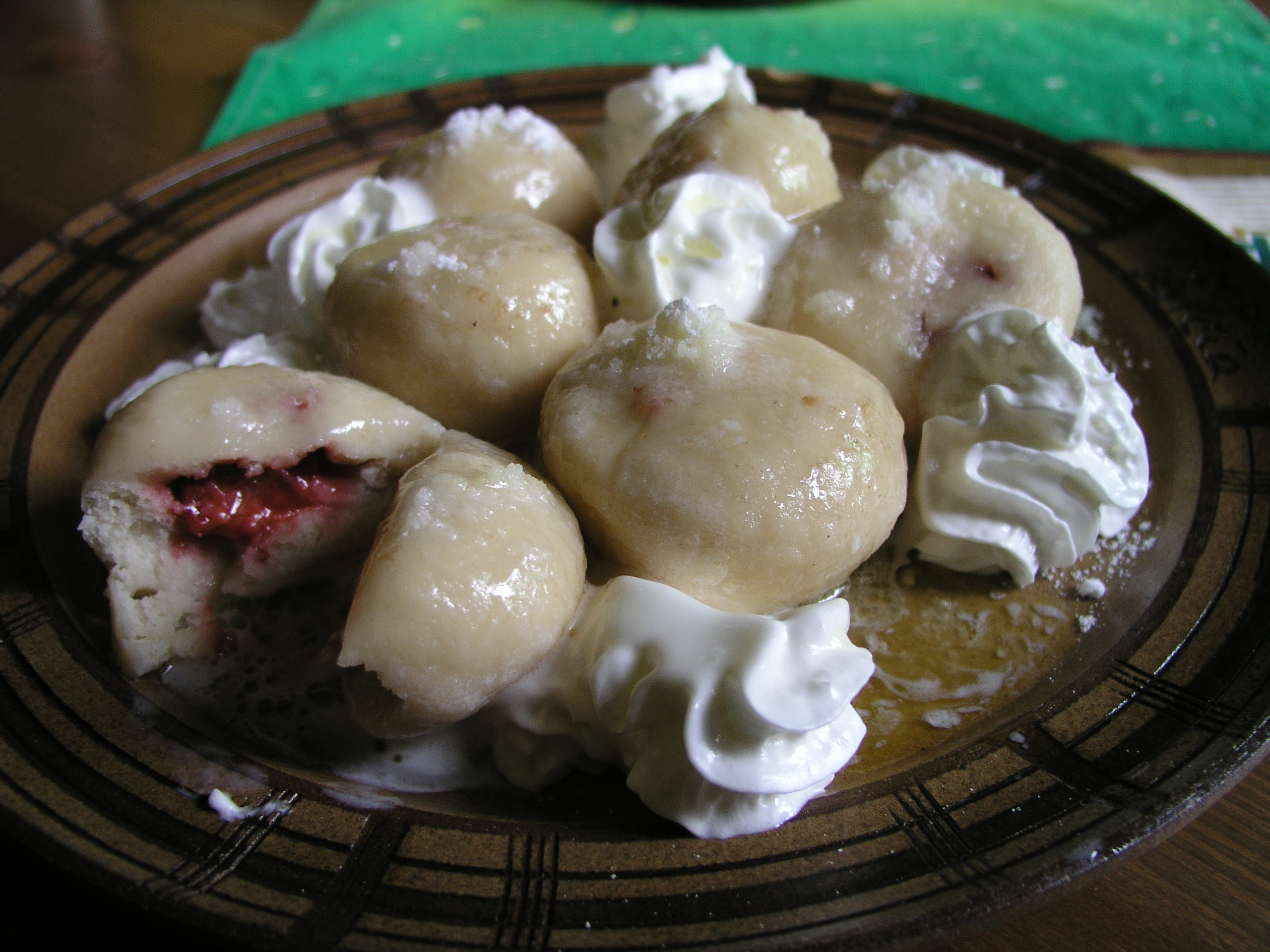
Un plato de knedlík.

Los descendientes checos siguen reuniéndose varias veces al año. Por ejemplo celebran anualmente el Día de la Independencia de Checoslovaquia el 28 de octubre, para mantener vivas las tradiciones de sus antepasados. En esas reuniones escuchan música checa y comen los platos típicos, que generalmente suele ser acompañados con el knedlík.
El knedlík es una comida típca de las gatronomías alemana, austríaca y bohemia. Consiste en una masa a base de levadura, harina y huevo, que luego de ser bien amasada, se le da forma de bollitos y se hierve en agua. Una vez hervidos, se parten los bollos con un hilo para que no se aplasten. 